# بود فريدمان
بود فريدمان (بالإنجليزية: Budd Friedman)‏ هو ممثل أمريكي، ولد في 6 يونيو 1932 في نورويتش في الولايات المتحدة.

## أعمال

### أفلام
- (1999) رجل على القمر[5]

## روابط خارجية
- بود فريدمان على موقع IMDb (الإنجليزية)
- بود فريدمان على موقع قاعدة بيانات الفيلم (الإنجليزية)